# Lanzo Torinese
Lanzo Torinese (piemontesisch und frankoprovenzalisch Lans) ist eine Gemeinde in der italienischen Metropolitanstadt Turin, Region Piemont. 

## Lage und Einwohner
Der Ort liegt 30 km nordwestlich von der Provinzhauptstadt Turin entfernt auf einer Höhe von 515 m über dem Meeresspiegel. Das Gemeindegebiet umfasst eine Fläche von 10,37 km² und hat 4953 Einwohner (Stand 31. Dezember 2023). 
Die Nachbargemeinden sind Monastero di Lanzo, Coassolo Torinese, Pessinetto, Balangero, Germagnano und Cafasse.

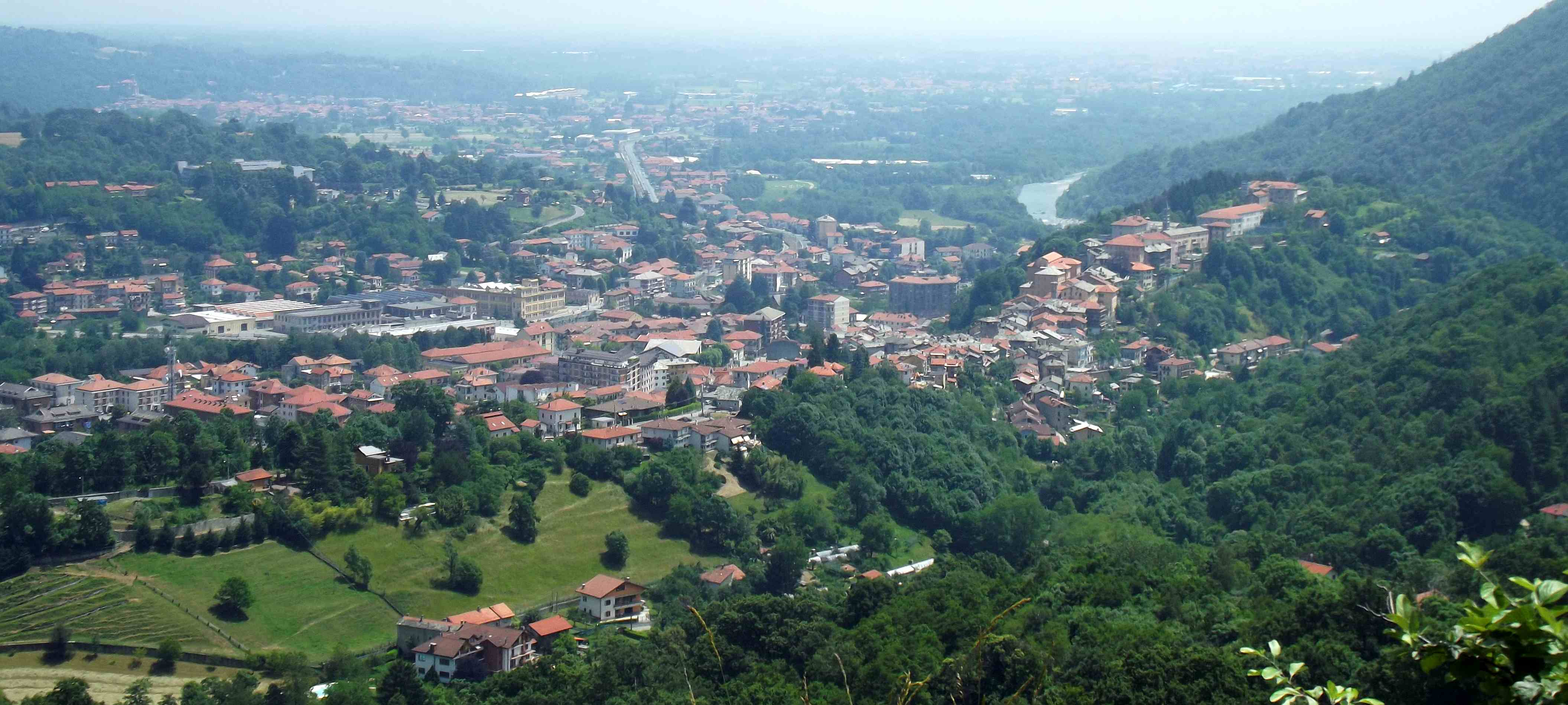
Panorama

## Sehenswürdigkeiten

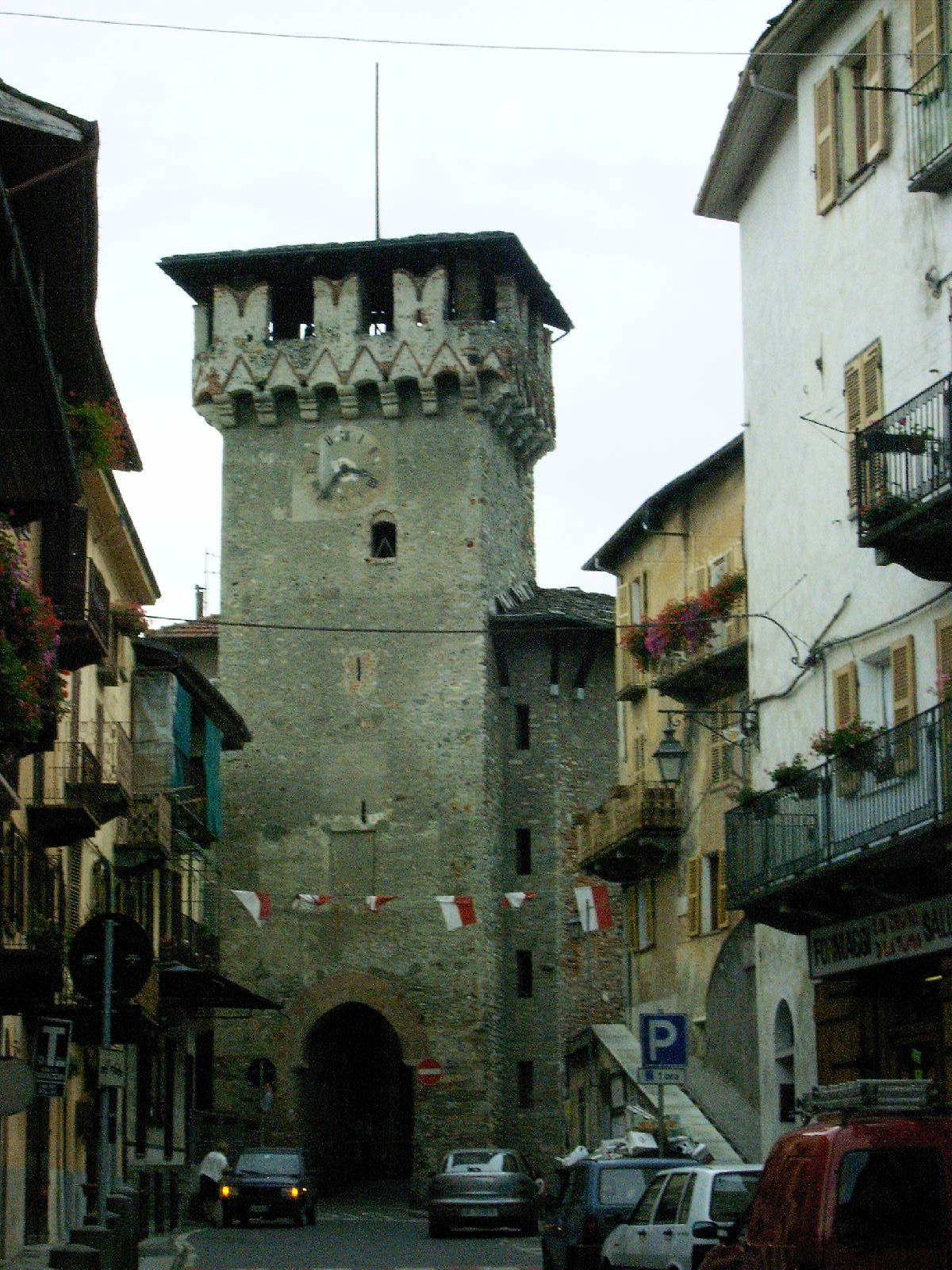
Mittelalterliches Stadttor in Lanzo

- Die Kirchen Chiesa di Santa Croce und Parrocchiale di San Pietro in Vincoli
- Eine antike Brücke, die Ponte del Roch o del Diavolo

## Kommunale Einrichtungen
Der Ort hat zwei Kindergärten, eine Grundschule und fünf weiterführende Schulen. Er besitzt eine Bibliothek, drei Apotheken und zwei Krankenhäuser. Es finden sich ferner vier Herbergen und ein Campingplatz.